# Каустифікація
Каустифікація — давній процес у промисловій хімії виробництва гідроксиду натрію, його також називають вапняно-содовим процесом. Від цього походить назва гідроксиду натрію  — каустик, або каустична сода.
Каустифікація є прикладом гетерогенного некаталітичного процесу, який відбувається за невисокої температури. 

## Загальний опис
До впровадження процесів електрохімічного синтезу для виробництва гідроксидів лужних металів найбільш поширеним процесом виробництва гідроксиду натрію була каустифікація. Розчин соди, одержаний декарбонізацією сирого гідрокарбонату або розчиненням кальцинованої соди, обробляють гашеним вапном чи вапняним молоком (гідроксидом кальцію) :
{\displaystyle \mathrm {Na_{2}CO_{3}+Ca(OH)_{2}\longrightarrow 2\;NaOH+CaCO_{3}\downarrow } }
При цьому в результаті реакції утворюється осад карбонату кальцію. Оскільки гідроксид кальцію значно більш розчинний, ніж побічний продукт карбонат кальцію, відбувається майже повне осадження карбонату. Надосадовий розчин гідроксиду натрію можна сконцентрувати шляхом випарювання з утворенням твердого гідроксиду натрію (каустичної соди). 
У цьому процесі застосовують 18-20% розчин Na2СО3, досягаючи ступеня каустифікації до 90% і одержують луг, що містить 100–120 г/дм3 NaОН. Низька концентрація їдкого натру в лугах, що надходять на упарювання основний недолік вапняного способу. 
Гідроксид калію (їдкий калі) отримували аналогічним чином з поташу. У той час їдкі луги були потрібні в першу чергу для виробництва мила. Промислове виробництво набрало обертів у 19-му столітті.

## Технологія виробництва
Розчин соди розбавляли і безпосередньо реагували з негашеним вапном у великих залізних котлах. Тепло, що виділяється при гасінні, сприяло нагріванню. Крім того, опалення здійснювалося за допомогою пари. Сода в той час надходила з процесу Леблана і відповідно була забруднена сульфатом, сульфідом, сульфітом і тіосульфатом. Сульфід і сульфіт викликали неприємний запах. Для очищення отриманої каустичної соди вдували повітря або додавали селітру, яка окислювала багато домішок. Потім розчин концентрували і більшій частині солей давали можливість кристалізуватися.